# Kamen Rider Kuuga
Kamen Rider Kuuga (jap. 仮面ライダークウガ Kamen Raidā Kūga) – japoński serial tokusatsu, dziesiąta odsłona serii Kamen Rider. Jest pierwszym serialem wyprodukowanym w erze Heisei, powstał przy współpracy Ishimori Productions oraz Toei Company. Emitowany był na kanale TV Asahi od 30 stycznia 2000 do 21 stycznia 2001 roku, liczył 49 odcinków. Kamen Rider Kuuga jest pierwszym z serii, który był nadawany panoramicznie i prezentowany w formacie letterbox.
Sloganem serii jest "A New Hero, A New Legend" (pl. Nowy bohater, nowa legenda).

## Opis fabuły
Dawno temu w innym wymiarze cywilizacja Rinto była terroryzowana przez plemię potworów zwane Gurongi. Na ratunek ludziom przybył tajemniczy wojownik zwany Kuuga, który po pokonaniu dowódcy Gurongi (N-Daguva Zeby) przeniósł się do naszego wymiaru, zamknął się  na wieki w sarkofagu i pogrzebał z sobą również potwory. W roku 2000 w okolicach miasta Nagano grupa archeologów odnalazła kryptę Kuugi. Otwierając wieko sarkofagu odkryli jego mumię na której brzuchu był umieszczony tajemniczy pas z pismem Rinto. Na samym wieku napisane było ostrzeżenie, że jeśli grób zostanie otworzony, wówczas potwory Gurongi przebudzą się by zniszczyć ludzkość. Nieświadomi tego archeologowie zostali po chwili brutalnie zamordowani przez przebudzone monstrum.
25-letni Yūsuke Godai, człowiek z wieloma talentami poczuł dziwną więź z pasem, którego policja odnalazła na wykopaliskach. Kiedy wraz ze swoją koleżanką Sakurako Sawatari przychodzą na komisariat policji by dowiedzieć się, co się tam zdarzyło, budynek zostaje zaatakowany przez innego Gurongi. Yūsuke ubiera pas i przekształca się w Kuugę by pokonać monstrum. Ostatecznie decyduje się ochronić świat przed potworami. Pomagają mu w tym Sakurako oraz policja, a w szczególności oficer wydziału do walki z potworami Kaoru Ichijō.

## Bohaterowie
- Yūsuke Godai (jap. 五代 雄介 Godai Yūsuke) / Kamen Rider Kuuga (jap. 仮面ライダークウガ Kamen Raidā Kūga) – główny bohater serialu, 25-letni podróżnik i kucharz obdarzony 2000 różnych talentów. Godai to również człowiek beztroski, walczący o szczęście dla wszystkich ludzi. Podczas incydentu na komisariacie w Nagano ubrał tajemniczy pas i przemienił się w Kuugę by walczyć z potworem, który zaatakował komisariat. Godai cały czas dąży do stania się lepszym, niż wcześniej, nawet jeśli miałoby to go kosztować życie. Jego znakiem firmowym jest podniesiony do góry kciuk.

- Kaoru Ichijō (jap. 一条 薫 Ichijō Kaoru) – policjant z Nagano, członek wydziału do walki z Nieznanymi Istotami. Jest głównym partnerem Godaia w walce z Gurongi, którego początkowo traktował jak kulę u nogi. Ichijou to gliniarz z zasadami wierzący, że wszystko, co robi jest dobre. Mimo to czasem nagina policyjne reguły w celu pomocy Kuudze, np. oddał najnowszy motocykl policyjny- TryChaser 2000 w ręce Godaia. W dniu dziesiątych urodzin stracił ojca, również policjanta i postanowił w przyszłości pójść w jego ślady. Z tego powodu nie przyjmuje w ten dzień żadnych prezentów. Ze swoją matką-pielęgniarką kontaktuje się bardzo rzadko, ponieważ obydwoje są przepracowani. Ichijou często bywa obiektem lekkich drwin ze strony kolegów, którzy pytają go o jego dziewczynę, mimo że nie jest związany z żadną kobietą. Był szkolnym kolegą Enokidy i Tsubakiego. Po pokonaniu Daguby przez Godaia, Ichijou postanawia wrócić do Nagano.

- Sakurako Sawatari (jap. 沢渡 桜子 Sawatari Sakurako) – najlepsza przyjaciółka Godaia, pracuje na Uniwersytecie Jounan na wydziale archeologii. Była pierwszą osobą, która widziała przemienionego Godaia. Pomaga mu w odkrywaniu nowych możliwości Kuugi poprzez tłumaczenie starożytnego pisma Rinto. Często kosztuje ją to nadużywaniem środków pobudzających, w tym kawy. Była studentką profesora Takeshiego Hongō. Jej hobby to kolekcjonowanie dziwnych masek z różnych stron świata. Dobrze dogaduje się z Minori, jednak Nana uważa ją za rywalkę ze względu na to, że Sakurako jest przyjaciółką Godaia. Trudno jednak stwierdzić czy między Sakurako a Godaiem istnieje uczucie większe niż przyjaźń.

- Minori Godai (jap. 五代 みのり Godai Minori) – młodsza siostra Godaia, jest jedną z niewielu osób znających jego sekretną tożsamość. Pracuje jako przedszkolanka, czasem też pomaga w restauracji Pore-Pore.

- Tamasaburō Kazari (jap. 飾 玉三郎 Kazari Tamasaburō) – wujek Godaia i Nany, głupkowaty właściciel restauracji orientalnej  Pore-Pore. W młodości wraz z ojcem Godaia był podróżnikiem i wspiął się na Mount Everest. Ma problemy z zapamiętywaniem i kojarzeniem, przez co nie jest świadomy o tym, że Godai to Numer 4, którego to jest wielkim fanem. Kazari twierdził początkowo, że Kuuga jest bezsensownym słowem wymyślonym przez Yūsukego, jednak w odcinku 48 odkrywa o nim prawdę. Jego nazwisko pojawia się jedynie w ostatnim odcinku, normalnie jest nazywany po prostu "wujkiem" (jap. おやっさん oyassan).

- Nana Asahina (jap. 朝比奈 奈々 Asahina Nana) – siostrzenica Kazari'ego, zakochana w Godaiu. Również nie jest świadoma tego, że jest on Kuugą. Marzy o tym by zostać aktorką. Pracuje u swojego wujka w jego barze.

- Jean Michel Sorrel (jap. ジャン・ミッシェル・ソレル Jan Missheru Soreru) – student francusko-amerykańskiego pochodzenia, pracuje z Sakurako na wydziale archeologii Uniwersytetu Jounan. Początkowo nie był świadomy drugiej tożsamości Godaia. Żywi uczucia do Enokidy i stara jej się pomóc w ulepszeniu relacji z jej synem. Wraz z Miką odnalazł i odbudował Gourama.

- Mika Natsume (jap. 夏目 実加 Natsume Mika) – nastoletnia córka zabitego przez Dagubę profesora Natsumego, która po jego śmierci załamała się. Z obawy o własne życie zabrała znaleziska ojca, które trzymał w domu, jednak po rozmowie z Godaiem przestała się bać i zdecydowała się pomóc mu w walce z Gurongi. Marzy o zostaniu sławną flecistką. Wraz z Jeanem skompletowała wszystkie części Gourama i odbudowała go. W powieści na bazie serialu toczącej się 10 lat po zwycięstwie Godaia nad Gurongi Mika odnalazła drugiego Amadama i stała się Kuugą.

- Shūichi Tsubaki (jap. 椿 秀一 Tsubaki Shūichi) – lekarz, szkolny kumpel Ichijō. Jedna z niewielu osób, które wiedzą o prawdziwej tożsamości Kuugi. Jest osobą, która zawsze dotrzyma tajemnicy. Tsubaki zajmuje się głównie autopsją zwłok ludzi zabitych przez Gurongi, a także bada Godaia i pomaga mu odkrywać sekrety Arcle'a. Kiedy Godai został zabity przez Nr. 26, Tsbuaki nie wiedząc o zdolności Kuugi do samoregeneracji postanowił użyć defibrylatora by go uratować. Energia elektryczna dostała się do Arcle'a i od tej pory Godai mógł używać Trybu Rising. Tsubaki lubi chodzić na randki, a nawet próbował bezskutecznie zaprosić Sakurako na kolację.

- Hikari Enokida (jap. 榎田 ひかり Enokida Hikari) – koleżanka szkolna Ichijō, pracuje w wydziale naukowym policji, w którym tworzy nowe uzbrojenie dla wydziału do walki z Gurongi. Była świadoma tego, że Godai jest Kuugą. Jej mąż był policjantem, który został w 4 odcinku zabity przez Bemiu. Hikari jest całkowicie pochłonięta przez swoją pracę, przez co zleca swojej matce opiekę nad swoim synem – Sayuru, dla którego praktycznie nie ma czasu. Jest bardzo wesołą i chętną do pomocy osobą. Dzięki Jeanowi, Hikari postanawia w końcu zaprzestać przepracowywania i zająć się swoim dzieckiem.

- Nozomi Sasayama (jap. 笹山 望見 Sasayama Nozomi) – policjantka z wydziału do walki z Niezidentyfikowanymi Istotami. Zwykle wspiera swoich kolegów poprzez informowanie ich o atakach Gurongi. Żywi uczucia do Ichijō, podobnie jak on straciła ojca-policjanta, który zginął na służbie.

- Morimichi Sugita (jap. 杉田 守道 Sugita Morimichi) – członek oddziału do walki z Gurongi, wspólnik Ichijō i Sakuraia. Sugita początkowo myślał, że Kuuga stoi przeciwko ludziom, jednak kiedy został przez niego ocalony, zmienił zdanie i na dodatek dowiedział się, że to Godai jest Kuugą. Czasem zastępuje Ichijō jako pomocnika Kuugi.

- Tsuyoshi Sakurai (jap. 桜井 剛 Sakurai Tsuyoshi) – członek oddziału do walki z Gurongi, wspólnik Ichijō i Sugity. Również z początku nie wiedział o tym, że Kuuga jest przeciw Gurongi. Czasem wraz z Sugitą współpracuje z Godaiem.

- Sadao Matsukura (jap. 松倉 貞雄 Matsukura Sadao) – przełożony Ichijō, Sugity, Sasayamy i Sakuraia. Osoba bardzo odpowiedzialna, początkowo źle nastawiona do działań Ichijō względem Nr. 4, jednak zmienia zdanie po tym, kiedy Kuuga ratuje życie policjantom.

- Shōji Kanzaki (jap. 神崎 昭二 Kanzaki Shōji) – nauczyciel Godaia z podstawówki, a także źródło jego inspiracji życiowej do walki w obronie szczęścia innych ludzi oraz pokazywania gestu kciuka w górę. Kanzaki kilkakrotnie pojawia się w serialu by spotkać się z uczniem bądź poprosić o przysługę.

## Gurongi
Gurongi (jap. グロンギ) zwani przez policję Niezidentyfikowanymi Istotami (jap. 未確認生命体 Mikakunin Seimeitai) to tajemnicza starożytna cywilizacja potwornych istot, które posiadają dwie postaci – ludzką oraz antropomorfizowanych zwierząt. Biologicznie Gurongi są identyczni z ludźmi. Ci, których ludzka postać została zidentyfikowana noszą dodatkowo miano Grupy B (jap. B群 Bīgun). W dawnych czasach terroryzowali i chcieli pogrążyć w mroku cywilizację Rinto, dopóki nie zostali pokonani przez wojownika zwanego Kuugą, który pogrzebał wszystkie potwory. W 2000 roku przywódca Gurongi zwany Dagubą został przywrócony do życia i w konsekwencji uwolnił również swoich kompanów. Ich celem stało się rytualne zabijanie ludzi dla gry o przywództwo zwanej w ich języku Gegeru (jap. ゲゲル). Każdy Gurongi w ludzkiej posiada tatuaż z istotą żywą, w którą może się przemienić, ponadto każdy biorący udział w Gegeru należy do jednej z 3 grup: najniższej Zu, średniej Me lub elitarnej Go. Do Gegeru potwory podchodzą pojedynczo. Każdy z Gurongi musi wykonać zadanie, którym jest zawsze zabijanie ludzi. Jeśli wykona je, awansuje do wyższej grupy lub w ostateczności będzie mógł pojedynkować się z aktualnym liderem o władzę. W Nagano wyzwoliło się 200 Gurongi, z czego 26 pojawiło się w serialu, 23 w mediach powiązanych z serialem (m.in. w czasopismach), zaś pozostałe 151 potworów zostało zabitych przez ich lidera Dagubę zaraz po jego przebudzeniu. Nazwa potwora składa się z 3 części: pierwsza oznacza rangę, druga jego prawdziwe imię, zaś trzecia gatunek:
- Końcówka Ba – owady i pajęczaki
- Końcówka Da – ssaki
- Końcówka De – rośliny i grzyby
- Końcówka Gi – ryby i zwierzęta wodne
- Końcówka Gu – ptaki i latające ssaki
- Końcówka Re – gady i płazy

Gurongi posługują się niezrozumiałym dla ludzi językiem, który, jak się później okazało, jest zaszyfrowanym językiem japońskim. Czasem w obawie przed wykryciem stosują między sobą czystą japońszczyznę.

### Grupa N
Władcy Gurongi, najpotężniejsza ranga, której jedynym znanym członkiem jest Daguba.
- N-Daguba-Zeba (ン・ ダグバ・ゼバ, 1, 40-48) – potwór podobny do jelonka rogacza, przywódca i najpotężniejszy z Gurongi. Przez policję nazwany Numerem 0 (第0号 Dai Zerogō). Jego imię pochodzi od słowa kuwagatamushi (鍬形虫) oznaczającego jelonka rogacza.

### Grupa Ra
Są pomocnikami Daguby i sędziami, którzy czuwają nad prawidłowym przebiegiem Gegeru.
- Ra-Baruba-De (ラ・バルバ・デ, 3-48) – potwór płci żeńskiej, którego przemieniona postać nie została nigdy ukazana. Prawdopodobnie jest to potwór przypominający różę. Przez policję nazwana jest Numerem B1 (B群1号 Bīgun Ichigō) lub Kobietą z różanym tatuażem (バラのタトゥの女 Bara no Tatu no Onna). Jej imię pochodzi od słowa bara (薔薇) oznaczającego różę.
- Ra-Dorudo-Gu (ラ・ドルド・グ, 23-47) – potwór podobny do kondora. Przez policję nazwany Numerem 47 (第47号 Dai Yonjūnanagō). Jego imię pochodzi od słowa kondor.

### Grupa Nu
Gurongi, które nie biorą udziału w Gegeru, jednak pomagają jej uczestnikom. Jedynym znanym z tej grupy jest Zajio.
- Nu-Zajio-Re (ヌ・ザジオ・レ, 5, 12, 21-41) – potwór podobny do salamandry, jednak jego potworna postać nie została nigdy ukazana. Przez policję nazwany Numerem B14 (B群14号 Bīgun Jūyongō). Jego imię pochodzi od słowa sanshōuo (山椒魚), które oznacza salamandrę.

### Grupa Zu
Uczestnicy Gegeru najniższej kategorii. Ich liderem jest Zain. Ci Gurongi sami sobie liczą liczbę ofiar za pomocą specjalnej bransoletki-liczydła. Nie obowiązują ich ograniczenia czasowe.
- Zu-Gumun-Ba (ズ・グムン・バ, 1-2) – potwór podobny do pająka, pierwszy Gurongi występujący w serialu. Przez policję został nazwany Numerem 1 (第1号 Dai Ichigō). Pojawił się w Nagano, kiedy tkał sieć na jednym z budynków, w którą zaplątywał ludzi a następnie zabijał ich za pomocą długich szponów. Następnie Gumun zaatakował budynek policji i zaszlachtował wielu oficerów. Kiedy Godai założył Arcle'a, potwór skoncentrował się na nim i po przemianie Godaia w Formę Początkową rozpoczęła się między nimi walka. Godai zrzucił potwora z pokładu policyjnego helikoptera znajdującego się kilka metrów w górze. Gumun przeżył upadek i następnego dnia postanowił wyrównać rachunki z Godaiem, który jednak zniszczył go kopnięciem w swojej nowej Formie Potęgi. Gumun jest jedynym Gurongi, który nie wystąpił w ludzkiej postaci. Głosu użyczył mu Tetsuo Sakaguchi. Jego imię pochodzi od słowa kumo (蜘蛛), które oznacza pająka.

- Zu-Gouma-Gu (ズ・ゴオマ・グ, 2-39) – potwór podobny do nietoperza, jeden z najdłużej występujących Gurongi. Przez policję nazwany Numerem 3 (第3号 Dai Sangō). Jego ludzką postacią jest człowiek w średnim wieku, noszący kolczyk oraz czarne ubrania. Boi się światła. W nocy następnego dnia po przybyciu Godaia do Nagano, potwór ten zabił piątkę ludzi przed pojawieniem się słońca. Wśród nich znajdował się miejscowy ksiądz Jose, któremu Gouma zabrał sutannę i zabunkrował się w jego kościele. Kiedy Ichijou odkrył jego zamiary i przybył do kościoła, Gouma podpalił budynek i zaatakował policjanta. Na ratunek przybył mu Godai, którzy walczył z potworem w nowej Formie Potęgi. Z powodu nadciągającego poranka Gouma uciekł z kościoła, przez co został tymczasowo zdyskwalifikowany z Gegeru przez Barubę. Od tamtej pory bezskutecznie próbował się ubiegać o ponowną szansę i został pachołkiem Baruby gdy wszyscy Zu zostali pokonani. Mimo to w nocy przylatywał z Tokio do Nagano w miejsce przebudzenia Daguby, zabrał cząstkę jego ciała i powiększył swą moc. Od tej pory mógł bez przeszkód funkcjonować niezależnie od pory dnia. Jednak to spowodowało, że ciało Goumy nie wytrzymywało siły, więc błagał usilnie Barubę by zdradziła mu, gdzie jest Daguba. Gdy Gadoru ochronił Barubę od Goumy, ten zniknął a następnie ponownie zaatakował prefekturę Chiba w swojej ostatecznej postaci. Godai i Ichijou próbowali go powstrzymać, jednak potwór zniszczył urządzenie foniczne, które tłumiło jego siłę. Kiedy już miał zabić Kuugę, przybył Daguba, a przestraszony Gouma zaczął uciekać. W końcu został dopadnięty przez Dagubę i został przez niego zamordowany. Jego postać grał Mitsuru Fujiou. Pojawia się on również w specjalnym, noworocznym odcinku jako jeden z klientów baru Porepore. Jego imię pochodzi od słowa kōmori (蝙蝠), które oznacza nietoperza, a także oportunistę, co ma związek z charakterem bohatera.

- Zu-Mebio-Da (ズ・メビオ・ダ, 3-4) – potwór płci żeńskiej podobny do lamparta. Przez policję nazwana Numerem 5 (第5号 Dai Gogō). W ludzkiej postaci jest kobietą ubraną na czarno, była jedną z pierwszych Gurongi, którzy pojawili się w Tokio. Może poruszać się z prędkością 270 km/h. Podczas walki z Kuugą, na miejsce boju przybyli policjanci. Sugita wydał rozkaz strzelania do obydwu walczących, jednak Ichijou był temu przeciwny z powodu dobrych zamiarów Numeru 4. W wyniku postrzału Mebio utraciła lewe oko. Następnego dnia zabiła policjanta, który był mężem Hikari Enokidy. Kiedy rana się zagoiła, ponownie stoczyła walkę z Kuugą, jednak została przez niego zabita kopnięciem w Formie Potęgi. Grała ją Chikako Shiratori. Jej imię pochodzi od słowa hyō (豹), które oznacza lamparta.

- Zu-Bazuu-Ba (ズ・バヅー・バ, 5-6) – potwór podobny do konika polnego. Przez policję nazwany Numerem 6 (第6号 Dai Rokugō). W ludzkiej postaci jest młodym człowiekiem noszącym afro i szalik. Potwór ten boi się dymu fabrycznego. Zadebiutował atakując ludzi w tokijskiej dzielnicy Suginami. Jego styl zabijania polegał na podrzuceniu człowieka kilkanaście metrów w górę a następnie nagłe puszczenie go by upadł i zginął. Jednak mógł robić to tylko w miejscu wolnym od fabrycznego dymu. Godai przybył walczyć z nim, zanim Bazuu zabił policjanta. Zdolności ruchowe potwora przewyższały Formę Potęgi, więc Kuuga aktywował nową Formę Smoka, dzięki czemu mógł doskoczyć do Bazuu i toczyć z nim walkę. Potwór uciekł z zadymionej okolicy i dalej kontynuował swoją misję. Pomimo przegranej za pierwszym razem, Godai nie poddał się i dzięki pomocy Sakurako zniszczył potwora ciosem kija w Formie Smoka. Odtwórcą jego roli jest Nobuyuki Ogawa, który grał również Badaę. Jego imię pochodzi od słowa batta (蝗虫), które oznacza konika polnego.

- Zu-Zain-Da (ズ・ザイン・ダ, 3-12) – potwór podobny do nosorożca, lider grupy Zu. Przez policję został nazwany Numerem 22 (第22号 Dai Nijūnigō). Potrafi przybrać postać zdesperowanego masywnego zapaśnika. Drażni go warkot silników, który powoduje, że Zain szarżuje na pojazd i go niszczy. Kiedy został prócz Goumy jedynym przy życiu ze swojej grupy (tym samym grupa Me weszła do Gegeru) postanowił działać na własną rękę. Jego siła przewyższała siłę zarówno siłę Kuugi, jak i Birana, któremu Zain odebrał kolejkę. Został zniszczony przez Kuugę kopnięciem w Formie Potęgi, gdy atakował jeden z samochodów. Odtwórcą jego roli jest znany japoński zapaśnik Akira Nogami. Pojawia się on również w specjalnym, noworocznym odcinku jako jeden z klientów baru Porepore. Jego imię pochodzi od słowa sai (犀), które oznacza nosorożca.

### Grupa Me
Uczestnicy Gegeru kategorii środkowej. Ich liderką jest Garima. Ich zasady nieco odbiegają od zadań grupy Zu – członkowie Me muszą zabić odpowiednią liczbę ofiar w danym czasie, a zabójstwa liczą na specjalnych bransoletkach.
- Me-Bajisu-Ba (メ・バヂス・バ, 7-8) – potwór podobny do pszczoły, pierwszy z grupy Me dopuszczony do Gegeru. Przez policję nazwany Numerem 14 (第14号 Dai Jūyongō). Jego imię pochodzi od słowa hachi (蜂), które oznacza pszczołę.
- Me-Giiga-Gi (メ・ギイガ・ギ, 7-10) – potwór podobny do kalmara. Przez policję nazwany Numerem 21 (第21号 Dai Nijūichigō). Jego imię pochodzi od słowa ika (墨魚), które oznacza kalmara.
- Me-Biran-Gi (メ・ビラン・ギ, 7-14) – potwór podobny do piranii. Przez policję nazwany Numerem 23 (第23号 Dai Nijūsangō). Jego imię pochodzi od słowa pirania.
- Me-Gyarido-Gi (メ・ギャリド・ギ, 14-16) – potwór podobny do kraba pustelnika. Przez policję nazwany Numerem 24 (第24号 Dai Nijūyongō). Jego imię pochodzi od słowa yadokari (宿借り) oznaczającego kraba pustelnika.
- Me-Gadora-Da (メ・ガドラ・ダ, 17) – potwór podobny do tygrysa. Przez policję nazwany Numerem 25 (第25号 Dai Nijūgogō). Jego imię pochodzi od słowa tora (虎) oznaczającego tygrysa.
- Me-Ginoga-De (メ・ギノガ・デ, 18-20) – potwór podobny do grzyba. Przez policję nazwany Numerem 26 (第26号 Dai Nijūrokugō). Jego imię pochodzi od słowa kinoko (茸) oznaczającego grzyba.
- Me-Garume-Re (メ・ガルメ・レ, 3-22) – potwór podobny do kameleona, pierwszy z grupy Me, jaki pojawił się w serialu. Przez policję nazwany Numerem 31 (第31号 Dai Sanjūichigō). Jego imię pochodzi od słowa kameleon.
- Me-Garima-Ba (メ・ガリマ・バ, 7-24) – potwór płci żeńskiej podobny do modliszki, liderka grupy Me. Przez policję nazwana Numerem 36 (第36号 Dai Sanjūrokugō). Jej imię pochodzi od słowa kamakiri(蟷螂) oznaczającego modliszkę.

### Grupa Go
Uczestnicy Gegeru najwyższej kategorii. Ich liderem jest Gadoru. Są to Gurongi, które posiadają zdolność tworzenia sobie broni, tak jak Kuuga w formie Niebieskiej, Zielonej i Fioletowej. Zasady ich gry są podobne jak te w grupie Me. Jest to jedyna grupa, której członkowie są zwolnieni z liczenia swych ofiar, ponieważ robi to ich własny sędzia – Dorudo. Członek tej grupy, który ukończy Gegeru, lub ten, który pokona pozostałych Go ma prawo do walki z Dagubą o władzę.
- Go-Buuro-Gu (ゴ・ブウロ・グ, 23-26) – potwór podobny do sowy, pierwszy z Go dopuszczony do Gegeru. Przez policję nazwany Numerem 37 (第37号 Dai Sanjūnanagō). Jego imię pochodzi od słowa fukurō (梟) oznaczającego sowę.
- Go-Bemiu-Gi (ゴ・ベミウ・ギ, 25-28) – potwór płci żeńskiej podobny do węża morskiego. Przez policję nazwana Numerem 38 (第38号 Dai Sanjūhachigō). Jej imię pochodzi od słowa umihebi(海蛇) oznaczającego węża morskiego.
- Go-Gamego-Re (ゴ・ガメゴ・レ, 25-30) – potwór podobny do żółwia. Przez policję nazwany Numerem 39 (第39号 Dai Sanjūkyūgō). Jego imię pochodzi od słowa kame (亀) oznaczającego żółwia.
- Go-Badaa-Ba (ゴ・バダア・バ, 21-33) – potwór niemalże identyczny z Bazuu, pierwszy z Go, jaki pojawił się w serialu. Przez policję nazwany Numerem 41 (第41号 Dai Yonjūichigō). Jego imię pochodzi od słowa batta (蝗虫), które oznacza konika polnego.
- Go-Jaraji-Da (ゴ・ジャラジ・ダ, 25-35) – potwór podobny do jeża. Przez policję nazwany Numerem 42 (第42号 Dai Yonjūnigō). Jego imię pochodzi od słowa yamārashi (山荒), które oznacza kolczatkę.
- Go-Zazaru-Ba (ゴ・ザザル・バ, 25-39) – potwór płci żeńskiej podobny do skorpiona. Przez policję nazwana Numerem 43 (第43号 Dai Yonjūsangō). Jej imię pochodzi od słowa sasori (蠍) oznaczającego skorpiona.
- Go-Jaaza-Gi (ゴ・ジャアザ・ギ, 37-41) – potwór płci żeńskiej podobny do rekina młota. Przez policję nazwana Numerem 44 (第44号 Dai Yonjūyongō). Jej imię pochodzi od słowa jumokuzame (撞木鮫) oznaczającego rekina młota.
- Go-Baberu-Da (ゴ・バベル・ダ, 37-42) – potwór podobny do byka. Przez policję nazwany Numerem 45 (第45号 Dai Yonjūgogō). Jego imię pochodzi od słowa baffarō (バッファロー) oznaczającego bawoła.
- Go-Gadoru-Ba (ゴ・ガドル・バ, 25-46) – potwór podobny do rohatyńca japońskiego, przywódca grupy Go i zarazem drugi najpotężniejszy Gurongi zaraz po Dagubie. Przez policję nazwany Numerem 46 (第46号 Dai Yonjūrokugō). Jego imię pochodzi od słowa kabutomushi (甲虫) oznaczającego rohatyńca japońskiego.

## Odcinki
1. Odrodzenie (jap. 復活 Fukkatsu)
2. Przemiana (jap. 変身 Henshin)
3. Tokio (jap. 東京 Tōkyō)
4. Pośpiech (jap. 疾走 Shissō)
5. Dystans (jap. 距離 Kyori)
6. Smok (jap. 青龍 Seiryū)
7. Skrucha (jap. 傷心 Shōshin)
8. Łucznik (jap. 射手 Shashu)
9. Rodzeństwo (jap. 兄妹 Kyōdai)
10. Gwałtowność (jap. 熾烈 Shiretsu)
11. Obietnica (jap. 約束 Yakusoku)
12. Nauczyciel (jap. 恩師 Onshi)
13. Podejrzenie (jap. 不審 Fushin)
14. Przepowiednia (jap. 前兆 Zenchō)
15. Zbroja (jap. 装甲 Sōkō)
16. Wiara (jap. 信条 Shinjō)
17. Przygotowanie (jap. 臨戦 Rinsen)
18. Przegrana (jap. 喪失 Sōshitsu)
19. Artefakt (jap. 霊石 Reiseki)
20. Uśmiech (jap. 笑顔 Egao)
21. Sekrety (jap. 暗躍 An'yaku)
22. Gra (jap. 遊戯 Yūgi)
23. Niepokój (jap. 不安 Fuan)
24. Wzmocnienie (jap. 強化 Kyōka)
25. Błądzenie (jap. 彷徨 Hōkō)
26. Ja (jap. 自分 Jibun)
27. Fala (jap. 波紋 Hamon)
28. Wyjaśnienie (jap. 解明 Kaimei)
29. Rozdroża (jap. 岐路 Kiro)
30. Los (jap. 運命 Unmei)
31. Odwet (jap. 応戦 Ōsen)
32. Przeszkoda (jap. 障害 Shōgai)
33. Współpraca (jap. 連携 Renkei)
34. Drżenie (jap. 戦慄 Senritsu)
35. Uczucie (jap. 愛憎 Aizō)
36. Utrudnienie (jap. 錯綜 Sakusō)
37. Zbliżenie (jap. 接近 Sekkin)
38. Przejście (jap. 変転 Henten)
39. Diabeł (jap. 強魔 Gōma)
40. Impuls (jap. 衝動 Shōdō)
41. Kontrola (jap. 抑制 Yokusei)
42. Pobojowisko (jap. 戦場 Senjō)
43. Rzeczywistość (jap. 現実 Genjitsu)
44. Kryzys (jap. 危機 Kiki)
45. Nemezis (jap. 強敵 Kyōteki)
46. Nieugiętość (jap. 不屈 Fukutsu)
47. Decyzja (jap. 決意 Ketsui)
48. Kuuga (jap. 空我 Kūga)
49. Yuusuke (jap. 雄介 Yūsuke)

## Obsada
- Yūsuke Godai/Kamen Rider Kuuga: Joe Odagiri
- Kaoru Ichijō: Shingo Katsurayama
- Sakurako Sawatari: Kazumi Murata
- Tamasaburō Kazari: Kitarō
- Minori Godai: Wakana Aoi
- Shūichi Tsubaki: Yoshitaka Ōtsuka
- Morimichi Sugita: Takashi Matsuyama
- Jean Michel Sorrel: Serge Wasylow
- Hikari Enokida: Kaori Mizushima
- Nana Asahina: Shio Mizuhara
- Mika Natsume: Yuka Takeshima
- Tsuyoshi Sakurai: Nobuyuki Yoneyama
- Nozomi Sasayama: Eri Tanaka (także Chisato/Mega Żółty w Megaranger)
- Sadao Matsukura: Yudai Ishiyama
- Ra-Baruba-De: Mie Nanamori

## Muzyka
Opening
- "Kamen Rider Kuuga!" (jap. 仮面ライダークウガ! Kamen Raidā Kūga!)

Słowa: Shōko Fujibayashi
Kompozycja i aranżacja: Toshihiko Sahashi
Wykonanie: Masayuki Tanaka
Ending
- "Aozora ni naru" (jap. 青空になる)

Słowa: Shōko Fujibayashi
Kompozycja i aranżacja: Toshihiko Sahashi
Wykonanie: Jin Hashimoto